# Беривил (Вирџинија)
Беривил (енгл. Berryville) град је у америчкој савезној држави Вирџинија. По попису становништва из 2010. у њему је живело 4.185 становника.

## Демографија
Према попису становништва из 2010. у граду је живело 4.185 становника, што је 1.222 (41,2%) становника више него 2000. године.
| Група             | 2000.         | 2010.         |
| Белци             | 2.476 (83,6%) | 3.455 (82,6%) |
| Афроамериканци    | 403 (13,6%)   | 361 (8,6%)    |
| Азијати           | 17 (0,6%)     | 57 (1,4%)     |
| Хиспаноамериканци | 39 (1,3%)     | 199 (4,8%)    |
| Укупно            | 2.963         | 4.185         |